# بوستون (آلبوم)
 «بوستون» (به انگلیسی: Boston) آلبومی از گروه موسیقی بوستون است که سال ۱۹۷۶ میلادی منتشر شد.